# Анкудиново (Пермский край)
Анкудиново — деревня в Гайнском районе Пермского края. Входит в состав Гайнского сельского поселения. Располагается на правом берегу Камы примерно в 16 км к юго-востоку от районного центра, посёлка Гайны. По данным Всероссийской переписи населения 2010 года, в деревне проживало 4 человека (3 мужчины и 1 женщина).

## История
До Октябрьской революции населённый пункт Анкудиново входил в состав Гаинской волости, а в 1927 году — в состав Пятигорского сельсовета Гайнского района. По данным переписи населения 1926 года, в деревне насчитывалось 19 хозяйств, проживало 106 человек (48 мужчин и 58 женщин). Преобладающая национальность — коми-пермяки.
По данным на 1 июля 1963 года, в деревне проживало 94 человека. Населённый пункт входил в состав Пятигорского сельсовета Косинского района.